# Democrazia Solidale - Centro Democratico
Democrazia Solidale - Centro Democratico (Demo.S-CD), originariamente Per l'Italia, è stato un gruppo parlamentare italiano della XVII Legislatura di orientamento centrista formatosi nel 2013 alla Camera dei deputati da esponenti dell'area cristiano sociale fuoriuscita di Scelta Civica e dai membri eletti dall'Unione di Centro.
Nel novembre 2014 il medesimo gruppo al Senato si scioglie a causa della fuoriuscita di tutti i suoi membri e quello alla Camera, con l'adesione dei deputati di Centro Democratico, muta il nome in Per l'Italia - Centro Democratico. Infine l'11 gennaio 2015 in Democrazia Solidale - Centro Democratico.

## Storia

### La scissione da Scelta Civica
Il 15 novembre 2013 la maggioranza dell'Assemblea nazionale del partito Scelta Civica decide di porre fine all'alleanza con l'Unione di Centro di Pier Ferdinando Casini.
L'area popolare-democratica cristiana, guidata dall'allora ministro della Difesa Mario Mauro e con tra gli altri Lorenzo Dellai e Andrea Olivero, in disaccordo con questa decisione, abbandona i lavori dell'assemblea, e decide di lasciare il partito.
Il successivo 23 novembre i fuoriusciti da Scelta Civica organizzano un convegno insieme all'UdC per varare il cantiere di un nuovo soggetto politico d'ispirazione cristiano democratica ed europeista collegato al Partito Popolare Europeo.

### Senato: nascita e scioglimento
Al Senato la maggioranza del gruppo Scelta Civica per l'Italia, dodici senatori su venti, decide di aderire al nuovo progetto popolare. Il 27 novembre 2013 viene cambiato il nome del gruppo in Per l'Italia e ne rimane capogruppo Lucio Romano. Il successivo 10 dicembre i sette senatori intenzionati a rimanere in Scelta Civica e Mario Monti lasciano il gruppo e ne fondano uno nuovo, denominato Scelta Civica con Monti per l'Italia.
Il 3 marzo 2014 Gabriele Albertini lascia il gruppo ed aderisce a Nuovo Centrodestra. Il successivo 24 aprile Maurizio Rossi lascia il gruppo ed aderisce al Gruppo misto fondando la componente Liguria Civica.
Alla fine del 2014 il gruppo si scioglie ufficialmente: Angela D'Onghia e Mario Mauro, esponenti dei Popolari per l'Italia, aderiscono al gruppo Grandi Autonomie e Libertà; Salvatore Di Maggio inizialmente aderisce ai Popolari per l'Italia e quindi al gruppo GAL, tuttavia  il 3 giugno 2015 abbandona la maggioranza di governo e aderisce al nuovo gruppo di Raffaele Fitto Conservatori, Riformisti italiani; Andrea Olivero e Lucio Romano, esponenti di Democrazia Solidale, assieme a Maria Paola Merloni aderiscono al gruppo Per le Autonomie - PSI - MAIE; Antonio De Poli e Pier Ferdinando Casini dell'Unione di Centro e Aldo Di Biagio e Luigi Marino aderiscono al gruppo Area Popolare (NCD-UDC).

### Camera:Democrazia Solidale - Centro Democratico
Alla Camera, invece, sono stati i venti deputati popolari ad uscire dal gruppo Scelta Civica per l'Italia per fondarne uno nuovo denominato Per l'Italia con presidente Lorenzo Dellai.
Negli ultimi mesi del 2014, con la nascita dell'associazione Democrazia Solidale di Lorenzo Dellai, le distanze tra quest'ultimo e gli altri membri dei Popolari per l'Italia si acuiscono.
Alla fine del 2014 i deputati eletti nella lista Centro Democratico di Bruno Tabacci, fino ad allora iscritti al Gruppo misto, aderiscono al gruppo Per l'Italia, che cambia contestualmente il suo nome in Per l'Italia - Centro Democratico.
In seguito, con nascita del gruppo Area Popolare, i sei deputati eletti dall'UdC fuoriescono dal gruppo per allearsi con il Nuovo Centrodestra ed aderire ad Area Popolare; i due esponenti dei Popolari per l'Italia, Domenico Rossi e Mario Caruso, abbandonano il partito e rimangono nel gruppo.
Ad agosto 2015, infine, il deputato Carmelo Lo Monte abbandona il gruppo per aderire al gruppo misto.
Il 18 settembre 2015 aderisce al gruppo il deputato Maurizio Baradello, proclamato in sostituzione del deputato di Scelta Civica per l'Italia Paolo Vitelli, dimessosi il giorno precedente.
L'11 gennaio 2016 il gruppo muta nome in Democrazia Solidale - Centro Democratico.
Il 26 gennaio 2017 aderisce al gruppo Mario Catania (deputato indipendente, proveniente dal gruppo Civici e Innovatori).
Il 9 maggio 2017 Maurizio Baradello muore improvvisamente a soli 56 anni e gli subentra Ernesto Auci, rimasto in Scelta Civica.
Il 20 giugno 2017 Fucsia Fitzgerald Nissoli abbandona il gruppo e aderisce a Forza Italia.
In vista delle politiche del 2018 Centro Democratico di Tabacci, concedendo il proprio simbolo, esenta Emma Bonino dalla raccolta firme mentre Dellai di Democrazia Solidale con Unione per il Trentino si federa nella lista Civica Popolare con Alternativa Popolare, Centristi per l'Europa, Italia dei Valori e L'Italia è Popolare.

## Nelle istituzioni

### Camera dei deputati
Democrazia Solidale - Centro Democratico

#### Composizione
| Deputato           | Partito | Partito                                       | Data di adesione | Gruppo di provenienza      | Altro                                                       |  |
| ------------------ | ------- | --------------------------------------------- | ---------------- | -------------------------- | ----------------------------------------------------------- |  |
| Lorenzo Dellai     |         | Democrazia Solidale                           | 10/12/2013       | Scelta Civica per l'Italia | Capogruppo                                                  |  |
| Roberto Capelli    |         | Centro Democratico                            | 19/11/2014       | Gruppo misto               | Vice capogruppo                                             |  |
| Mario Caruso       |         | Indipendente (ex Popolari per l'Italia)       | 10/12/2013       | Scelta Civica per l'Italia | Tesoriere                                                   |  |
| Federico Fauttilli |         | Democrazia Solidale                           | 10/12/2013       | Scelta Civica per l'Italia |                                                             |  |
| Gian Luigi Gigli   |         | Democrazia Solidale                           | 10/12/2013       | Scelta Civica per l'Italia |                                                             |  |
| Mario Marazziti    |         | Democrazia Solidale                           | 10/12/2013       | Scelta Civica per l'Italia |                                                             |  |
| Gaetano Piepoli    |         | Democrazia Solidale                           | 10/12/2013       | Scelta Civica per l'Italia |                                                             |  |
| Domenico Rossi     |         | Centro Democratico (ex Popolari per l'Italia) | 10/12/2013       | Scelta Civica per l'Italia | Sottosegretario al Ministero della difesa del Governo Renzi |  |
| Milena Santerini   |         | Democrazia Solidale                           | 10/12/2013       | Scelta Civica per l'Italia |                                                             |  |
| Mario Sberna       |         | Democrazia Solidale                           | 10/12/2013       | Scelta Civica per l'Italia |                                                             |  |
| Bruno Tabacci      |         | Centro Democratico                            | 19/11/2014       | Gruppo misto               |                                                             |  |
| Mario Catania      |         | Indipendente                                  | 26/01/2017       | Civici e Innovatori        |                                                             |  |

Ex membri
| Deputato                     | Data di adesione | Gruppo di provenienza      | Data di abbandono | Gruppo successivo                                              |
| ---------------------------- | ---------------- | -------------------------- | ----------------- | -------------------------------------------------------------- |
| Giuseppe Stefano Quintarelli | 10/122/013       | Scelta Civica per l'Italia | 12/2/2014         | Scelta Civica per l'Italia                                     |
| Gea Schirò                   | 10/12/2013       | Scelta Civica per l'Italia | 02/10/2014        | Partito Democratico                                            |
| Gregorio Gitti               | 10/12/2013       | Scelta Civica per l'Italia | 02/10/2014        | Partito Democratico                                            |
| Ferdinando Adornato          | 10/12/2013       | Scelta Civica per l'Italia | 16/12/2014        | Area Popolare (NCD-UDC)                                        |
| Paola Binetti                | 10/12/2013       | Scelta Civica per l'Italia | 16/12/2014        | Area Popolare (NCD-UDC)                                        |
| Rocco Buttiglione            | 10/12/2013       | Scelta Civica per l'Italia | 16/12/2014        | Area Popolare (NCD-UDC)                                        |
| Angelo Cera                  | 10/12/2013       | Scelta Civica per l'Italia | 16/12/2014        | Area Popolare (NCD-UDC)                                        |
| Gianpiero D'Alia             | 10/12/2013       | Scelta Civica per l'Italia | 16/12/2014        | Area Popolare (NCD-UDC)                                        |
| Giuseppe De Mita             | 10/12/2013       | Scelta Civica per l'Italia | 16/12/2014        | Area Popolare (NCD-UDC)                                        |
| Carmelo Lo Monte             | 10/12/2013       | Gruppo misto               | 05/08/2015        | Gruppo misto                                                   |
| Fucsia Fitzgerald Nissoli    | 10/12/2013       | Scelta Civica per l'Italia | 20/06/2017        | Forza Italia - Il Popolo della Libertà - Berlusconi Presidente |
| Maurizio Baradello           | 18/09/2015       | Nessuno                    | 09/05/2017        | Deceduto                                                       |